# Leeds historia
Leeds historia är starkt förknippad med textilindustrin som började etablera sig i staden på 1300-talet. Det är inte belagt att det funnits någon romersk bebyggelse på platsen, även om det är sannolikt. Staden fick sina marknadsrättigheter i ett lyckat försök att göra den egendom staden var en del av mer lönsam. 
Stadens relativa betydelse ökade med tiden ju mer textilindustrin växte. I samband med den industriella revolutionen växte staden, som många andra omgivande städer, mycket snabbt. Numera är textilindustrin av liten betydelse och stadens näringsliv relativt varierat.

## Forntiden/antiken (fram till1207)
| Årtal                                                        | Befolkning |
| ------------------------------------------------------------ | ---------- |
| 1086                                                         | ~ 200      |
| 1300                                                         | ~ 1 000    |
| 1600                                                         | ~ 4 000    |
| 1700                                                         | ~ 6 000    |
| 1775                                                         | 17 117     |
| 1790                                                         | ~ 25 000   |
| 1800                                                         | 30 669     |
| 1800                                                         | 50 000*    |
| 1821                                                         | 48 603     |
| 1831                                                         | 71 602     |
| 1841                                                         | 88 741     |
| 1900                                                         | 450 000*   |
| *Omfattar ett geografiskt större område än övriga uppgifter. |            |

Under den romerska tiden fanns det med största sannolikhet viss romersk bebyggelse där den nuvarande staden ligger. Troligen låg staden Cambodunum här och i så fall kring Quarry Hill. När romarna lämnade Brittiska öarna under 400-talet kom staden att hamna under kungadömet Elmet.
Namnet Leeds kommer från det tidigare namnet på den omgivande regionen, Loidis, använt redan av historikern Beda omkring år 730. Med tiden blev det Leedis och sedan Leeds. Förledet Led- förekommer även i namnet på omgivande byar. Troligen fanns det under den här tiden också en kyrka på platsen.
Under 900-talet låg bebyggelsen troligen på gränsen mellan det brittiska kungadömet Strathclyde, vikingarnas kungadöme kring York och det anglosaxiska Wessex.
Leeds nämns för första gången med säkerhet i samband med att jordeboken Domesday Book upprättas 1086. Byn hade då uppskattningsvis 200 invånare. Sockenkyrkan som fanns redan då användes inte bara av de boende i Leeds, utan även av de boende i Allerton, Gipton, Osmondsthorpe, Beeston, Hunslet, Holbeck, Wortley, Farnley, Bramley, Armley och Headingley. Liksom på andra ställen i Yorks omgivning hade stora delar av Leeds omgivning drabbats av Vilhelm Erövrarens våldsamma nedkämpande av upproret i York 1069, själv byn hade däremot klarat sig undan.
Då byn låg på ett strategiskt läge byggde normanderna en vallgravsomgärdad befästning nära byn. Baronen Ilbert de Lacy kom att bli ägare till Leeds som han dock snart förlänade till en annan baron, Ralph Paynel.

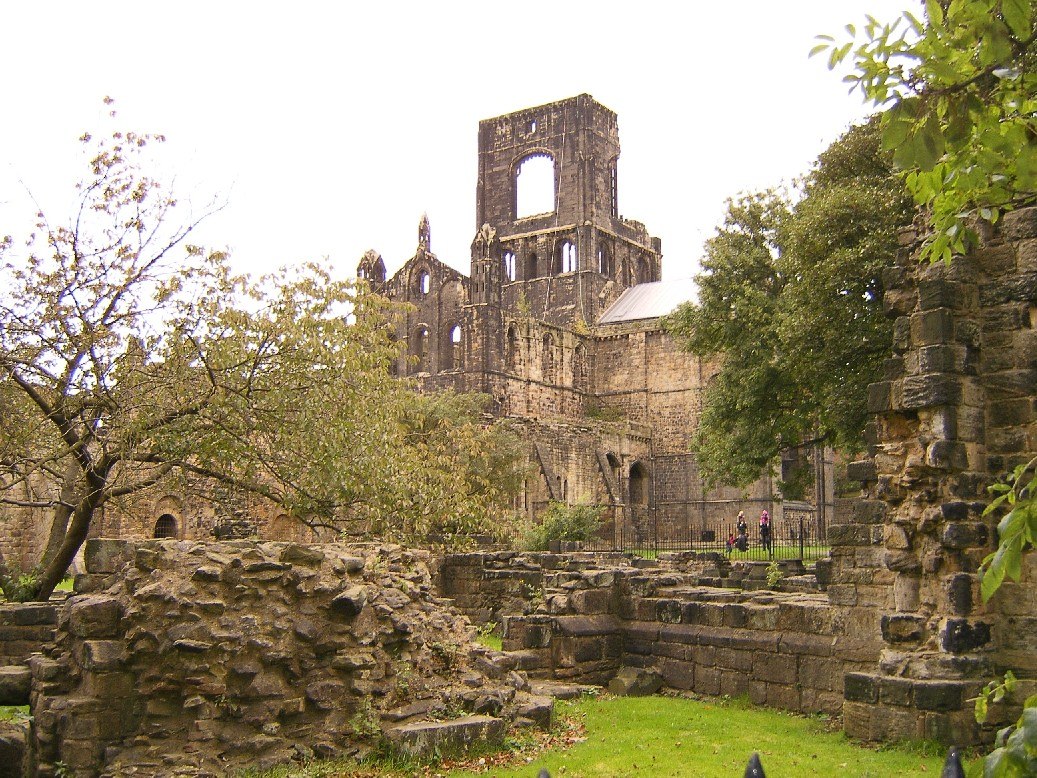
Ruin av munkklostret Kirkstall Abbey som länge var ägare till en stor del av marken i det som nu är Leeds.

Munkklostret Kirkstall Abbey byggdes omkring 1152 tre kilometer norr om den dåvarande byn. Detta kom att ha stor påverkan på hela omgivningen fram till att det stängdes 22 november 1539. Dess ekonomiska omsättning översteg under hela medeltiden den dåtida stadens, men efter stängningen förföll det snabbt till en ruin. Denna kom sedan att ägas av olika privatpersoner fram till 1889, då den skäntes till Leeds stad.

## Medeltiden (1207-1500)
Staden fick marknadsrättigheter 1207 då Robert de Gant, en ättling till Ralph Paynel, i ett försök att göra sina hårt skuldsatta ägor mer vinstskande. Under 1300-talet kom flamländska immigranter till staden och startade ullindustri. Ullindustrin kom att vara mycket betydande ända fram till 1800-talet. 
Orten växte under 1300-talet, men var med sin befolkning på, troligen, omkring 1 000 personer, fortfarande inte ens bland de 10 folkrikaste i West Riding. Då Henrik IV av England blev kung ingick de delar av Leeds som inte blivit avyttrade bland hans egendomar och staden kom därför att bli ett kunglig egendom.

## 1500-talet
Då Kirkstall Abbey stängdes 1539 kom dess mark att säljas, vilket gjorde att många penningsstarka familjer kom till staden och investerade både i mark och i ullindustrier. Genom att tomthyrorna var lägre och att man inte hade några omfattande skråregler att följa kom Leeds, liksom flera andra mindre städer i området, att börja konkurrera ut traditionella textilcentra som York och Beverley.
I slutet av 1500-talet började befolkningen öka snabbt. Kring år 1600 hade befolkning ökat till omkring 4 000 och 20 år senare var den uppe i 5-6 000. Då hade också ullindustrin blivit den dominerande försörjningsvägen för stadens befolkning.

## 1600-talet

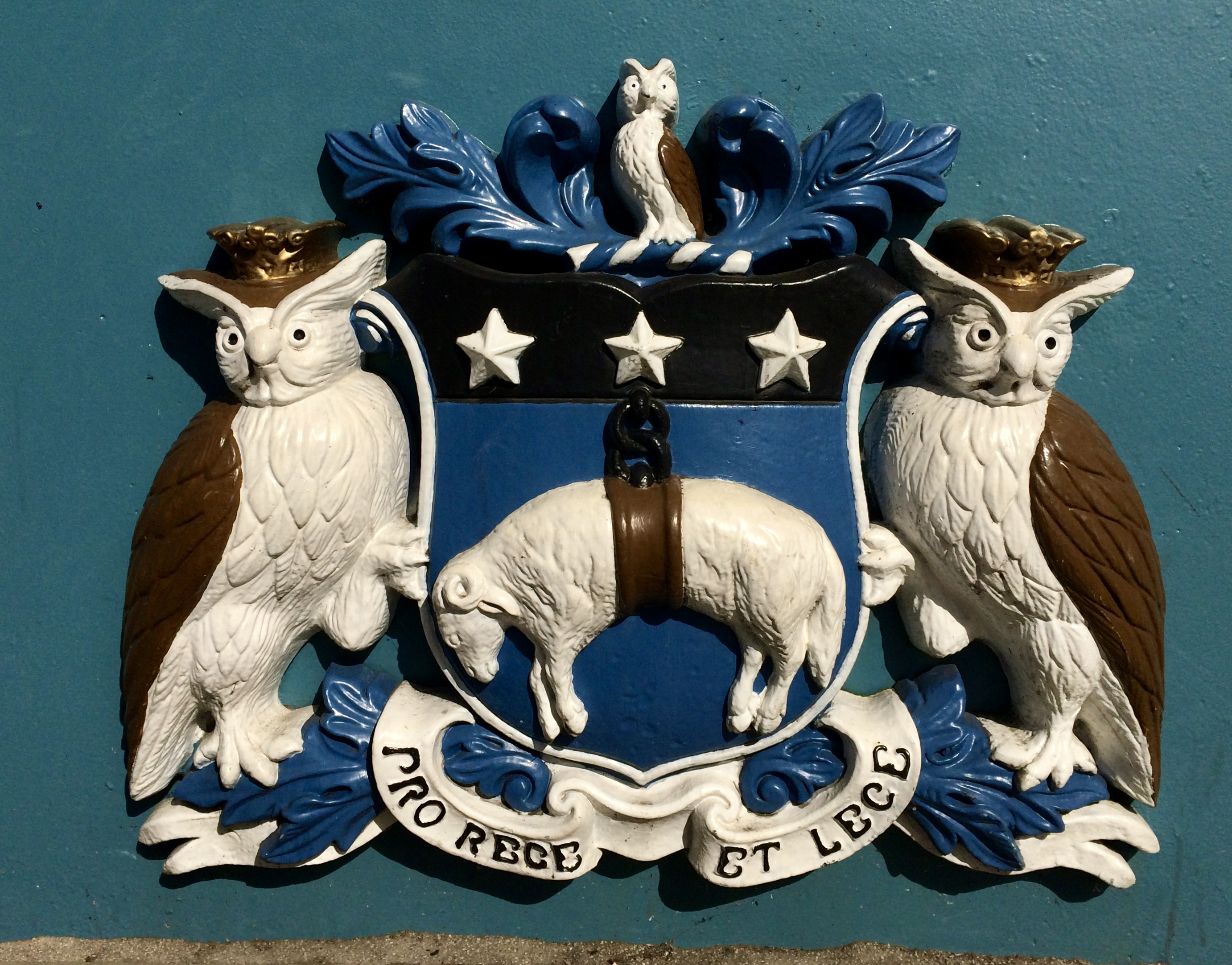
Leeds' stadsvapen, daterande från 1600-talet

Kung Karl I gav 1626 staden rätt att skapa sin egen beslutsfattande organisation och 1628 bildades Leeds Corporation. Samma år såld Karl I staden till London Corporation för att förbättra statens usla finanser. London Corporation sålde i sin tur vidare till Richard Sykes, Leeds borgmästare. I praktiken stod ett flertal personer bakom köpet, de flesta medlemmar i Leeds Corporation.
I mitten av 1600-talet började stadens mer förmögna medborgare bosätta sig i stadens dåtida utkanter, en trend som sedan dess fortsatt.
Under inbördeskriget stod ett flertal slag om staden och den skiftade makthavare vid ett flertal tillfällen. De flesta av stadens betydande handelsmän stödde rojalisterna medan allmogen troligen stödde parlamentet. Leeds var ett starkt puritanskt fäste och från anglikanska kyrkan fristående kyrkor har spelat en stor roll i dess historia.

## 1700-talet
Genom att The Aire and Calder Navigation blev färdig 1700 fick staden en vattenförbindelse med nordsjön och under senare halvan av 1700-talet byggdes Leeds and Liverpool Canal, vilket gav motsvarande förbindelse västerut.
Under 1700-talet började de första tidningarna i staden att publiceras, 1718 började The Leeds Mercury komma ut och 1754 såldes det första numret av The Leeds Intelligencer. De bägge tidningarna kom att sätta sin prägel på det intellektuella livet i staden, från slutet av seklet blev de konkurrenter inte bara i ekonomiskt hänseende utan även politiskt då The Leed Mercury blev anhängare av Whigs medan The Leeds Intelligencer stödde Tory. 
Under större delen av 1700-talet präglades staden av relativt välstånd. West Ridings betydelse för den engelska textilexporten bara ökade och Leeds var dess mest betydande stad. I början av seklet stod West Riding för 20% av den nationella exporten, vid seklets slut hade andel ökat till 60%. År 1770 passerade två tredjedelar av exporten från West Riding staden. Exporten som i början av seklet mest varit inriktad på Tyskland och Nederländerna kom i mitten av seklet orienteras om till Sydeuropa för att därefter i allt större omfattning ske till USA. Amerikanska frihetskriget kom därför att orsaka en betydande depression.
Samtidigt som staden växte snabbt i omfattning, från omkring 6 000 invånare i början av seklet till 25 000 invånare 1790, präglades staden av växtvärk. Vägnätet och vattenförsörjningen blev eftersatt. Samtidigt förbättrades kommunikationerna med de omgivande städerna betydligt, förutom kanalerna byggdes även ett flertal vägar och diligensförbindelse med London etablerades. 1758 öppnades Middleton Collivery Railway, världens första kommersiella järnväg. Jämfört med våra dagars järnväg är skillnaden stor, då rälsen var av trä och vagnarna drogs av hästar.
Stadens första sjukhus, The General Infirmary at Leeds, blev färdigt 1771. Den första banken, Lodge and Arthington grundades 1758. Den första klädhallen byggdes 1711, vilket var av stor betydelse för handel då denna underlättades och sannolikheten varit stor att Wakefield, som byggde en klädhall året innan annars hade tagit Leeds plats i handelsnätet.

## 1800-talet
Kring det nya sekelskiftet började ullfabrikanter som Benjamin Gott och John Marshall industrialiseringen. Gotts fabrik i Armley Mills kom att bli världens största ullfabrik. Från 1820-talet tog industrialiseringen fart på allvar även om det skulle dröja flera årtionden innan den blivit fullt ut genomförd inom ullbranschen.
Den första folkräkningen, år 1801, redovisar att det bor 30 000 personer i staden och totalt 50 000 personer inom det område som vid sekelslutet skulle ingå staden. Ett århundrade senare är befolkningen uppe i 450 000. Den stora tillväxten kom att ske i stadens utkanter där vad som tidigare varit byar nu blev förstäder till staden, ett exempel är Headingley som vid folkräkningen bara hade drygt 600 invånare, men som vid seklets slut hade över 40 000 invånare. Under 1800-talet kom ullindustrin att minska i omfattning, både jämfört med andra näringar och jämfört med konkurrerande städer. Omgivande städer, särskilt Bradford kom att ta andelar av Leeds. Redan i slutet av 1700-talet hade dess andel av sysselsättningen börjat minska. Först kom linindustrin att öka, men i större omfattning och på längre sikt var det verkstadsindustrin som skulle ta dess plats. Vid slutet av seklet arbetade omkring en femtedel av alla arbetare inom verkstadsindustrin, bland annat fanns i Leeds då en omfattande produktion av ångmaskiner. En annan viktig näringsgren blev produktion av färdigsydda kläder.
I mitten av seklet kom produktionen av färdigsydda kläder att introduceras och få stor betydelse för stadens näringsliv, John Barran var en av den nya industrins föregångsmän. Tidigare hade kläder sytts ihop i hemmet eller av skräddare. 
Av stor betydelse för de nya industrierna var de två stora invandrargrupper som kom till staden under 1800-talet, irländarna och judarna. De förra kom från 1830-talet och framåt som en följd av de svåra levnadsförhållandena på Irland, de senare kom efter 1881 som en följd av mordet på den ryske tsaren och de därpå följande pogromerna i Ryssland och Polen. De kom ofta att få ta de sämsta jobben och arbeta under än värre förhållanden än vad som var brukligt. Irländarna kom vid mitten av seklet att stå för drygt 10% av stadens befolkning medan det vid sekelskiftet fanns omkring 12 000 judar i staden.
Antalet banker kom att öka under 1800-talet, liksom antalet försäkringsbolag. En aktiebörs kom att etableras 1844
Samtidigt som den industriella revolutionen ökade produktionen fick många det sämre då deras arbete inte längre behövdes. Under 1810-talet skedde därför ett antal konflikter som nådde sitt klimax 1812 då ludditer bl.a. brände ner en fabrik. Leeds kom också att spela en betydelse för tiotimmarsrörelsen, chartisterna och den kooperativa rörelsen. 
Den stora befolkningsökningen ledde till ett uppenbart behov av att bygga fler bostäder. 
En stor del av dessa var back-to-backs. Dessa kom att i än högre grad än i övriga England sätta sin prägel på staden då de inte kom att förbjudas förrän 1909, närmare 40 år senare är de flesta andra engelska städer.
Stadsfullmäktige kom sakta men säkert att i större omfattning planera utbyggnaden av staden och dess infrastruktur, områden som renhållning, gatubelysning och vägskötsel kom att hamna under dess ansvar. Delvis skedde detta av tvång då stadens kaotiska tillväxt riskerade att skapa en sådan brist på struktur att fortsatt utbyggnad mer eller mindre omöjliggjordes. 
De mer välbärgade flyttade till stadens norra förorter, Woodhouse, Headingley, Chapel Allerton och Potternewton tillhörde de mest populära. Arberklassen bosatte sig i större omfattning söder och öster om stadens centrum, Armley och Holbeck kom att utvecklas till arbetarstadsdelar. Utflyttningen underlättades av att det från 1834 fanns en omfattande diligenstrafik.

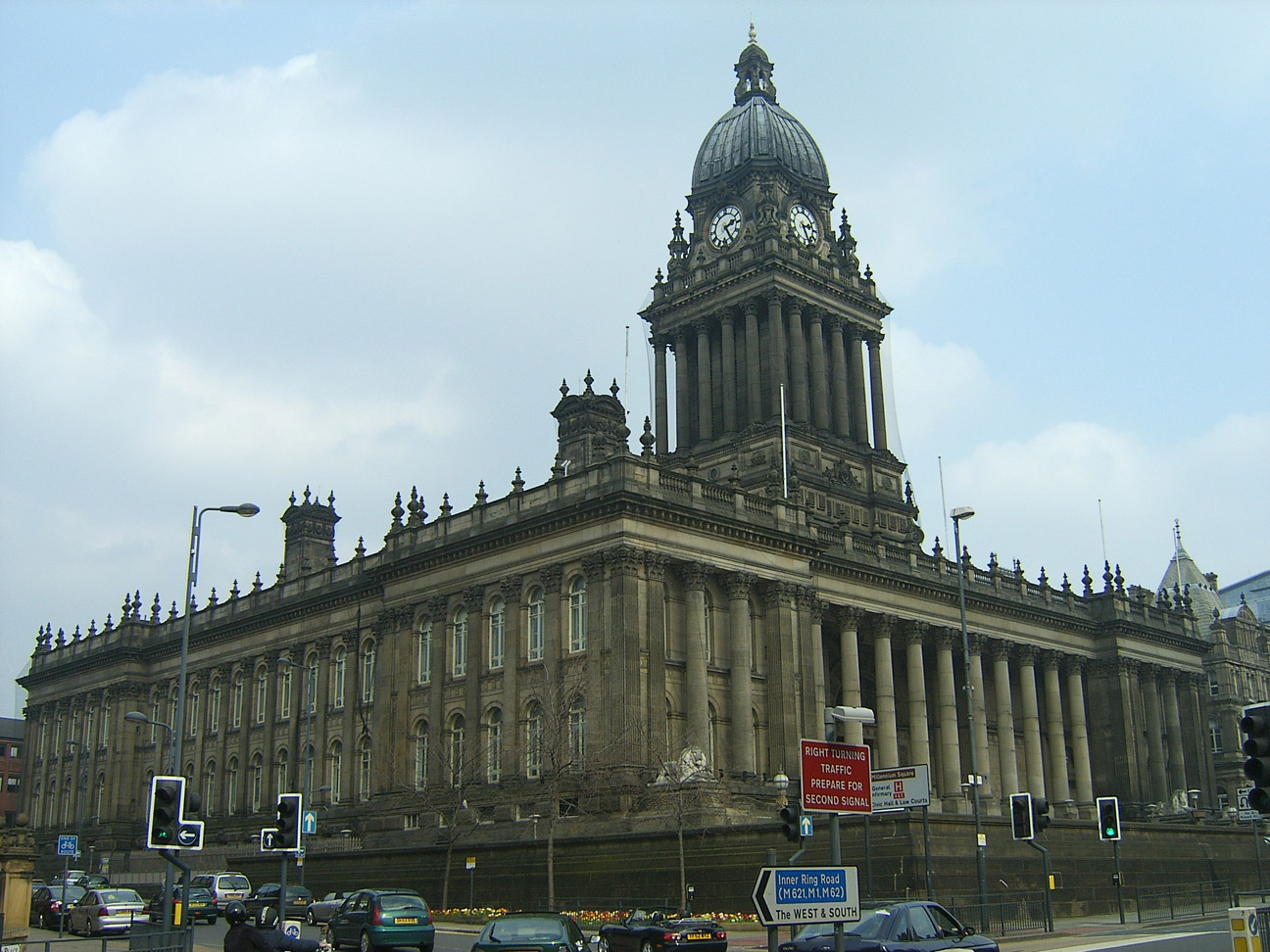
Leeds Town Hall 1858 öppnades av drottning Viktoria 1858 och kostade 122 000 pund

En betydande händelse var när drottning Viktoria 1858 kom till staden för att inviga det nya stadshuset. Fortfarande han kan minnesmärken från hennes besök ses på flera platser i staden. 
Från 1820-talet drabbades staden av järnvägsfeber och från 1834 kom ett flertal järnvägsspår att byggas till staden av olika företag. Eftersom flera bolag var inblandade innebar detta att deras Leeds' stationer kom att placeras på olika ställen. Dessa kom efterhand att minska i antal och dess linjer knytas samman. När ett av bolagen, North Eastern 1864 beslutade sig för att ersätta sin tidigare station med en belägen vid den som var ägd av London och North Western ledde detta till att huvuddelen av spåret kom läggas på en viadukt, som fortfarande sätter sin prägel på staden.

## 1900-talet
Politiskt kom det första kvartsseklet att domineras av Torys ledare i stadsfullmäktige, Charles Wilson. Han var känd som en lokal imperialist som försökte infoga de omgivande städerna och byarna under Leeds administrativa enhet och för att dominera stadsfullmäktige i sådan omfattning att han gjort sig känd för citat Jag är Leeds.
Under mellankrigstiden började bostadsbristen och slumkvarten åtgärdas genom omfattande bostadsbyggnadsprogram. Det mest omfattande var Quarry Hill Flats som var ett stort höghuskomplex som täckte över 20 hektar och hade plats för över 3 000 boende. 
Under 1900-talet minskade antalet sysselsatta i industrierna, medan servicesektorn växte. Mellankrigstiden präglades av hög arbetslöshet orsakad av tilltagande konkurrens samtidigt som den internationella handeln minskade i omfattning. Efter krigsslutet hade servicesektorn kommit att bli nästan jämnstor med den industriella sektorn. 

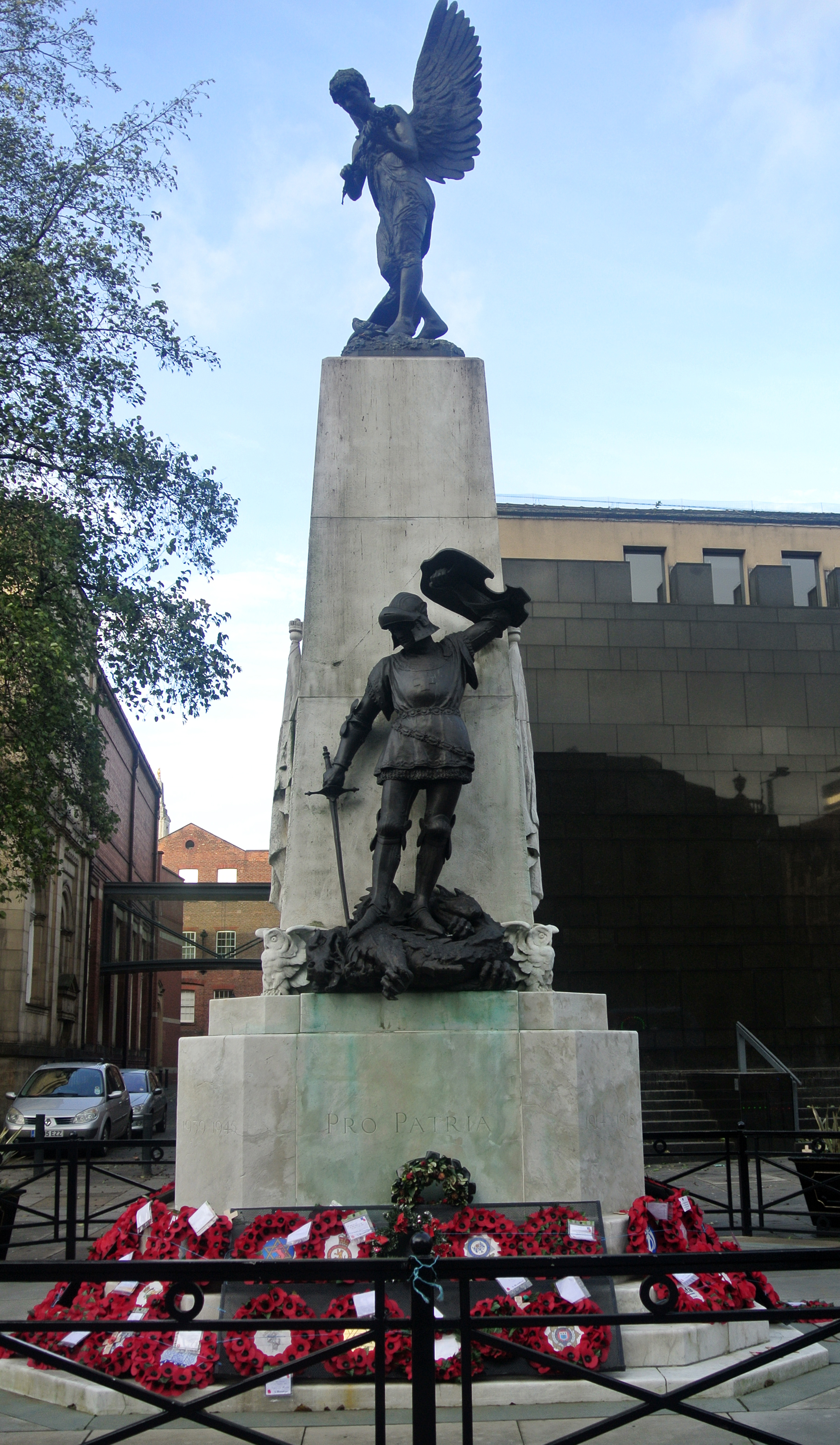
Leeds war memorial

Jämfört med andra brittiska städer hade Leeds en ekonomiskt ogynnsam utveckling under årtiondena efter andra världskriget. Antalet arbetstillfällen ökade 4 procent fram till mitten av 60-talet jämfört med 11 procent för riket i sin helhet. Denna ökningen var dock tillräcklig för att hålla arbetslösheten under kontroll, under vissa år var den under 1 procent. 
När Storbritannien från 70-talet och fram till början av 90-talet hade omfattande ekonomiska problem klarade sig Leeds däremot relativt bra. Trots det ökade arbetslösheten till 10,3 procent i april 1991. 
Stadens finanssektor är numera den tredje största i landet. Mediasektorn har blivit relativt omfattande och fler kända TV-serier som Hem till gården och Ett fall för Frost har sin inspelningsbas i Leeds.
Under 1970-talet skedde en omfattande utbyggnad av motorvägsnätet runt Leeds.